# Гид по публикациям Лиги Наций
«Гид по публикациям Лиги Наций: Библиографический обзор работы Лиги, 1920—1947» (англ. Guide to League of Nations Publications: A Bibliographical Survey of the Work of the League, 1920—1947) — книга германо-американского политолога Ханса Ауфрихта (нем. Hans Aufricht), представляющая собой библиографический обзор деятельности Лиги Наций за весь период её существования. Впервые опубликована в 1951 году.

## Описание и история
Книгу открывает введение, указывающее, что именно понимается под публикациями Лиги Наций, а также краткую историческую справку. После этого находится основной текст: список документов, опубликованных различными органами Лиги. Каждый из органов также кратко охарактеризован. Небольшая часть документов опубликована целиком, но у большинства указаны только официальное название, числа и даты. Содержание отдельных документов кратко описано в примечаниях.

## Критика
«Гид» удостоился похвалы за свою полноту и тщательно составленный предметный указатель. Рецензент The English Historical Review назвал «Гид» бесценным помощником и отметил, что его составление требовало колоссальных усилий.
Эрик Хула высказал мнение, что появление «Гида» обусловлено ростом интереса к истории Лиги Наций после появления ООН.

## Издания и переводы
- Hans Aufricht. Guide to the League of Nations Publications. A bibliographical survey of the work of the League, 1920—1947 :  [англ.]. — NY : Columbia University Press, 1951. — xix, 682 p. — OCLC 71949517.